# Liste der Naturdenkmale in Hildrizhausen
| Naturdenkmale | Anzahl |
| ------------- | ------ |
| FND           | 9      |
| END           | 14     |
| Gesamt        | 23     |

Die Liste der Naturdenkmale in Hildrizhausen nennt die verordneten Naturdenkmale (ND) der im baden-württembergischen Landkreis Böblingen liegenden Gemeinde Hildrizhausen. In Hildrizhausen gibt es insgesamt 23 als Naturdenkmal geschützte Objekte, davon 9 flächenhafte Naturdenkmale (FND) und 14 Einzelgebilde-Naturdenkmale (END).
Stand: 31. Oktober 2016.

## Flächenhafte Naturdenkmale (FND)
| Name                          | Bild | Kennung     | Einzelheiten  | Position | Fläche Hektar | Datum         |
| ----------------------------- | ---- | ----------- | ------------- | -------- | ------------- | ------------- |
| Feuchtbiotop Betteltal        |      | 81150220020 | Hildrizhausen | ⊙        | 0,3           | 22. Feb. 1993 |
| Feuchtbiotop Brand            |      | 81150220019 | Hildrizhausen | ⊙        | 0,1           | 22. Feb. 1993 |
| Feuchtbiotop Heerstraßäcker   |      | 81150220023 | Hildrizhausen | ⊙        | 0,1           | 22. Feb. 1993 |
| Feuchtbiotop Hintere Schwende |      | 81150220021 | Hildrizhausen | ⊙        | 0,1           | 22. Feb. 1993 |
| Feuchtbiotop Quintsestal      |      | 81150220017 | Hildrizhausen | ⊙        | 0,8           | 22. Feb. 1993 |
| Hangquellmoor Lindach         |      | 81150220004 | Hildrizhausen | ⊙        | 0,1           | 22. Feb. 1993 |
| Oberes Sulzbachbrünnele       |      | 81150220002 | Hildrizhausen | ⊙        | 0,0           | 30. Mai 1994  |
| Steinbruch Rauher Hau         |      | 81150220022 | Hildrizhausen | ⊙        | 2,0           | 22. Feb. 1993 |
| Tuffquelle Alte Saufangklinge |      | 81150220003 | Hildrizhausen | ⊙        | 0,1           | 22. Feb. 1993 |
| Legende für Naturdenkmal      |      |             |               |          |               |               |

## Einzelgebilde (END)
| Name                                  | Bild | Kennung     | Einzelheiten                               | Position | Fläche Hektar | Datum         |
| ------------------------------------- | ---- | ----------- | ------------------------------------------ | -------- | ------------- | ------------- |
| Dicke Eiche an der Lindachebene       |      | 81150220009 | Hildrizhausen (Zusammenbruch im Jan. 2013) | ⊙        | 0,0           | 30. Mai 1994  |
| Förstereiche im Lindach               |      | 81150220006 | Hildrizhausen                              | ⊙        | 0,0           | 30. Mai 1994  |
| Gabeleiche am Rauhen Hau              |      | 81150220001 | Hildrizhausen                              | ⊙        | 0,0           | 22. Feb. 1993 |
| Häußermann-Eiche am Kirnberg          |      | 81150220016 | Hildrizhausen                              | ⊙        | 0,0           | 30. Mai 1994  |
| Hirschteich-Eiche an der Lindachebene |      | 81150220007 | Hildrizhausen                              | ⊙        | 0,0           | 30. Mai 1994  |
| Hubertus-Eiche am Lindach             |      | 81150220012 | Hildrizhausen                              | ⊙        | 0,0           | 30. Mai 1994  |
| Johannes-Konath-Eiche im Hohnenbühl   |      | 81150220014 | Hildrizhausen                              | ⊙        | 0,0           | 30. Mai 1994  |
| Lausteres-Eiche am Lindach            |      | 81150220008 | Hildrizhausen                              | ⊙        | 0,0           | 30. Mai 1994  |
| Ludwig-Volz-Tanne am Rauhen Hau       |      | 81150220015 | Hildrizhausen                              | ⊙        | 0,0           | 30. Mai 1994  |
| Obere Linde an der Oberen Talwiese    |      | 81150220018 | Hildrizhausen                              | ⊙        | 0,0           | 22. Feb. 1993 |
| Prinz-Friedrich-Eiche am Stellrücken  |      | 81150220013 | Hildrizhausen                              | ⊙        | 0,0           | 30. Mai 1994  |
| Stellrücken-Eiche an der Lindachebene |      | 81150220011 | Hildrizhausen                              | ⊙        | 0,0           | 30. Mai 1994  |
| Von-Neurath-Eiche                     |      | 81150220005 | Hildrizhausen                              | ⊙        | 0,0           | 30. Mai 1994  |
| 4 Rotbuchen bei der Kohlhauhütte      |      | 81150220010 | Hildrizhausen                              | ⊙        | 0,0           | 30. Mai 1994  |
| Legende für Naturdenkmal              |      |             |                                            |          |               |               |